# Medicina popolare

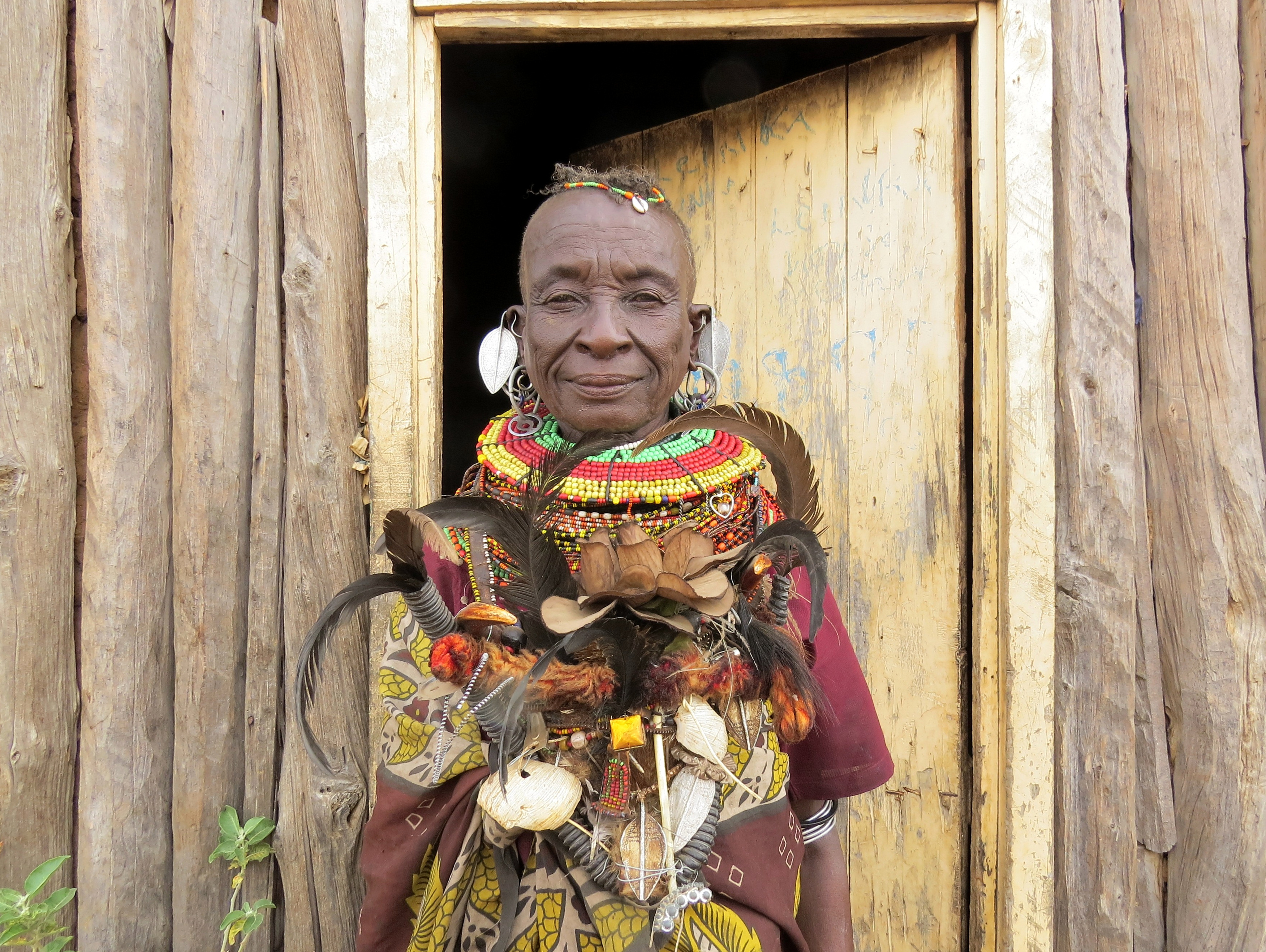
Medicina tradizionale (Kenya)

Si definisce medicina popolare o medicina tradizionale (nel senso che segue le tradizioni e non il metodo scientifico) l'insieme delle pratiche paramediche e mediche precedenti all'avvento della medicina industriale (fondatasi col costituirsi delle grandi aziende farmaceutiche). Molte di queste pratiche si sono radicate nella conoscenza e nella tradizione popolare.
La medicina tradizionale comprende anche la medicina domestica (o medicina familiare), che consiste nei comportamenti e nelle pratiche igieniche, dietetiche e mediche svolte all'interno della famiglia e trasmesse di generazione in generazione.
Definizione di Medicina tradizionale da parte dell'Organizzazione Mondiale della Sanità:
(WHO, Traditional Medicine: Questions and Answers, 2023/08/09)

La medicina tradizionale è un patrimonio dell’umanità, un patrimonio selezionato, sedimentato e distillato nel corso di migliaia di anni in territori, gruppi etnici e culture assai diversi tra loro. Un patrimonio prezioso conservato in racconti, tradizioni, pratiche, testi scritti, nascosti nelle pieghe dei costumi di ogni popolo. Un patrimonio immenso di esperienza nella lotta contro le malattie, oggi nella sua gran parte frammentato e disperso. Un’eredità di studio e di riflessioni nel cammino dell’identificazione delle leggi che regolano le trasformazioni reciproche tra malattia e salute ed una base ineguagliabile per l'edificazione di una scienza della vita.
Quando si tratta della salute e del benessere dell’uomo, nulla è mai abbastanza e l’esperienza è preziosa al pari del progresso e il progresso è veramente tale se fa tesoro dell’esperienza. Tuttavia l’esperienza del passato non è pronta per essere utilizzata cosi come ci è trasmessa. È caratteristica della tradizione vivere di parabole, di immagini fantastiche, di iperboli, e lo studio della realtà è come un gioco infinito, e la realtà è vista come in un gioco di specchi deformanti, e ciò rende impossibile cogliere l’essenza di quanto è tramandato senza un preliminare studio approfondito del linguaggio, talvolta dimesso, talvolta eccessivamente colorito, in cui essa è raccontata. È indispensabile apprenderne il vocabolario, la terminologia specifica, decifrare i crittogrammi in cui sono espressi i concetti che ne sono parte, capire i nessi tra i diversi concetti esemplificati secondo i costumi dei popoli che li hanno tramandati e secondo il momento storico in cui sono stati espressi, se non si vuole perdere il proprio tempo, se si vuole penetrare il suo vero significato.
Al di là del fascino dell’antico, del diverso e del misterioso, talvolta questa fatica può apparire improba, ma si può essere certi che vale la pena spenderla. I risultati ripagano sempre ed ampiamente degli sforzi compiuti e le speranze riposte sono sempre appagate. Questo è appunto il lavoro che l’Istituto Paracelso ha scelto di realizzare per la parte che compete alle sue capacità e alle sue possibilità. La decisione di compiere una tale scelta culturale e di impegno è stata determinata dalla convinzione, peraltro oramai ampiamente convalidata dai fatti sperimentati in oltre cinquant’anni di attività, di svolgere un lavoro utile agli uomini e alla loro storia. La medicina tradizionale può continuare a svolgere una funzione importante nella protezione della salute, non soltanto nei paesi in via di sviluppo, ma anche nelle società avanzate: essa ha dimostrato ampiamente anche al vaglio delle moderne indagini di avere buoni gradi di efficacia nella cura delle malattie. È capace di rispettare l’uomo e di renderlo protagonista nella lotta contro la malattia. I suoi infiniti metodi di intervento si inscrivono tutti nei migliori canoni del rispetto ecologico. I suoi bassi costi ne fanno uno strumento prezioso di risposta alle difficoltà finanziarie del mondo della sanità di tutti i paesi, anche, e forse soprattutto, dei più avanzati.

## Storia
Le sue origini sono antichissime, nell'uso di certe erbe della farmacopea naturale.
Il concetto di medicina domestica appartiene alla tradizione medica di molte civiltà ed è stato popolarizzato nei paesi occidentali dal medico scozzese William Buchan nel XVIII secolo. Esso è stato rinforzato dai manuali di economia domestica nei due secoli successivi. Un libro classico di medicina domestica, scritto dal medico e omeopata inglese John Henry Clarke nel XIX secolo è tuttora stampato e utilizzato. In Italia le pratiche della medicina domestica furono divulgate da alcuni studiosi come Zeno Zanetti e Vitaliano Galli.
A partire dalla metà del XX secolo, il successo della medicina scientifica - collegata all'ascesa  dei servizi sanitari pubblici e privati - ha interrotto molte tradizioni mediche familiari e la trasmissione della maggior parte delle conoscenze mediche domestiche di madre in figlia. L'aumento del gap generazionale all'interno delle famiglie ha ridotto il ruolo giocato dalla medicina domestica nei paesi occidentali, anche se la sua sopravvivenza si lega ai forti legami con la dimensione spirituale e comunitaria della salute umana.

## Approcci accademici
A livello universitario ci sono approcci storico-culturali quali:
- Storia della medicina
- Studi di folklore che si limitano di solito alla documentazione di superstizioni e pratiche magiche (quanto riguarda la Medicina popolare).
- Etnomedicina, che descrive pratiche curative contemporanee di culture non industrializzate.

Secondo Cecilia Gatto Trocchi la medicina popolare è importante in quanto "raccoglie, conserva e descrive le conoscenze primitive e le interpretazioni dei fenomeni medico-biologici delle classi subalterne"; i suoi studi antropologici sono stati approfonditi fin dall'Ottocento.
In Italia esistono cattedre per farmaceutica botanica. In Germania ci sono cattedre per Terapie naturalistiche in diverse Università come p.es. a Rostock, Essen, Berlino, Witten-Herdecke, Ulma, Monaco di Baviera, e anche in Svizzera.
Presso le Facoltà di Medicina e chirurgia di varie università italiane si svolgono Master di II livello, riservati a medici ed odontoiatri, in Agopuntura e Fitoterapia.
Con "l'Accordo tra il Governo, le Regioni e le Province Autonome di Trento e Bolzano concernente i criteri e le modalità  per la certificazione di qualità della formazione e dell'esercizio dell'agopuntura, della fitoterapia, dell'omeopatia, da parte dei medici, degli odontoiatri, dei medici veterinari e dei farmacisti", stipulato in data 7 febbraio 2013 (Rep. Atti n. 54/CSR) e della successiva nota di chiarimenti del Ministero della salute DGPROF 0040978-P-24/07/2014, recepiti dalla gran parte delle regioni italiane, sono state definite le modalità tassative per la formazione dei Medici chirurghi e degli Odontoiatri che esercitano l'agopuntura, la fitoterapia e l'omeopatia, a tutela della salute dei cittadini e di un corretto esercizio della Professione.